# Hans Ehard

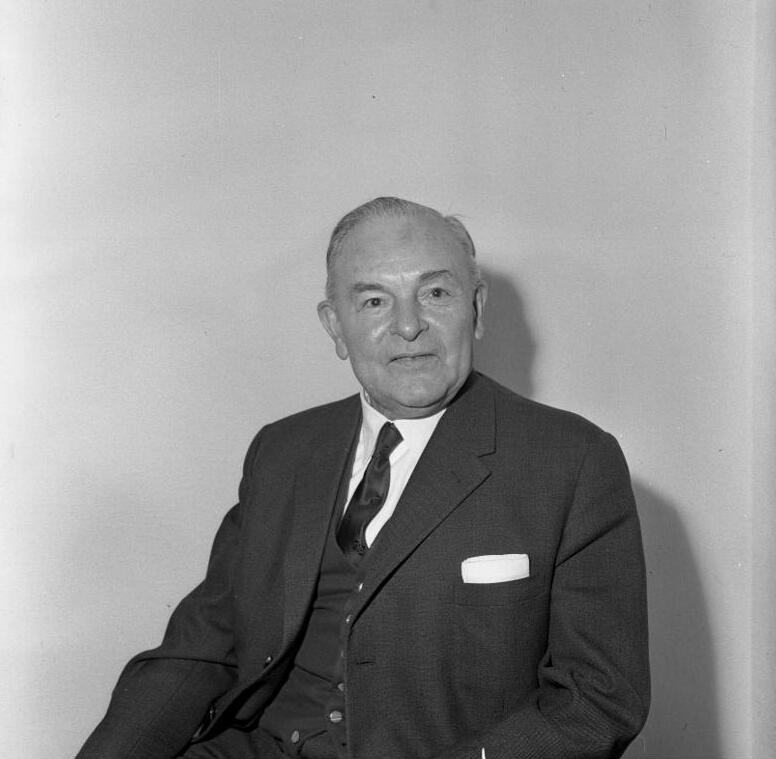
Hans Ehard (1961)

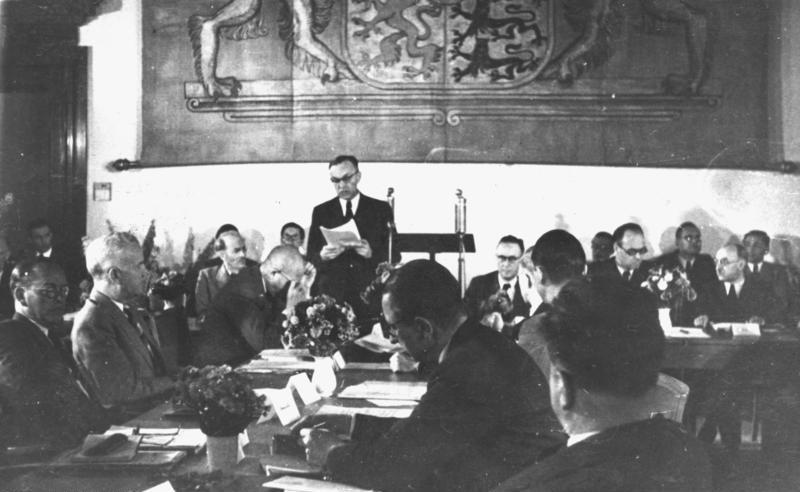
Hans Ehard (stehend in der Bildmitte) während eines Treffens mit seinen Ministerpräsidenten-Kollegen im Juni 1947 in München

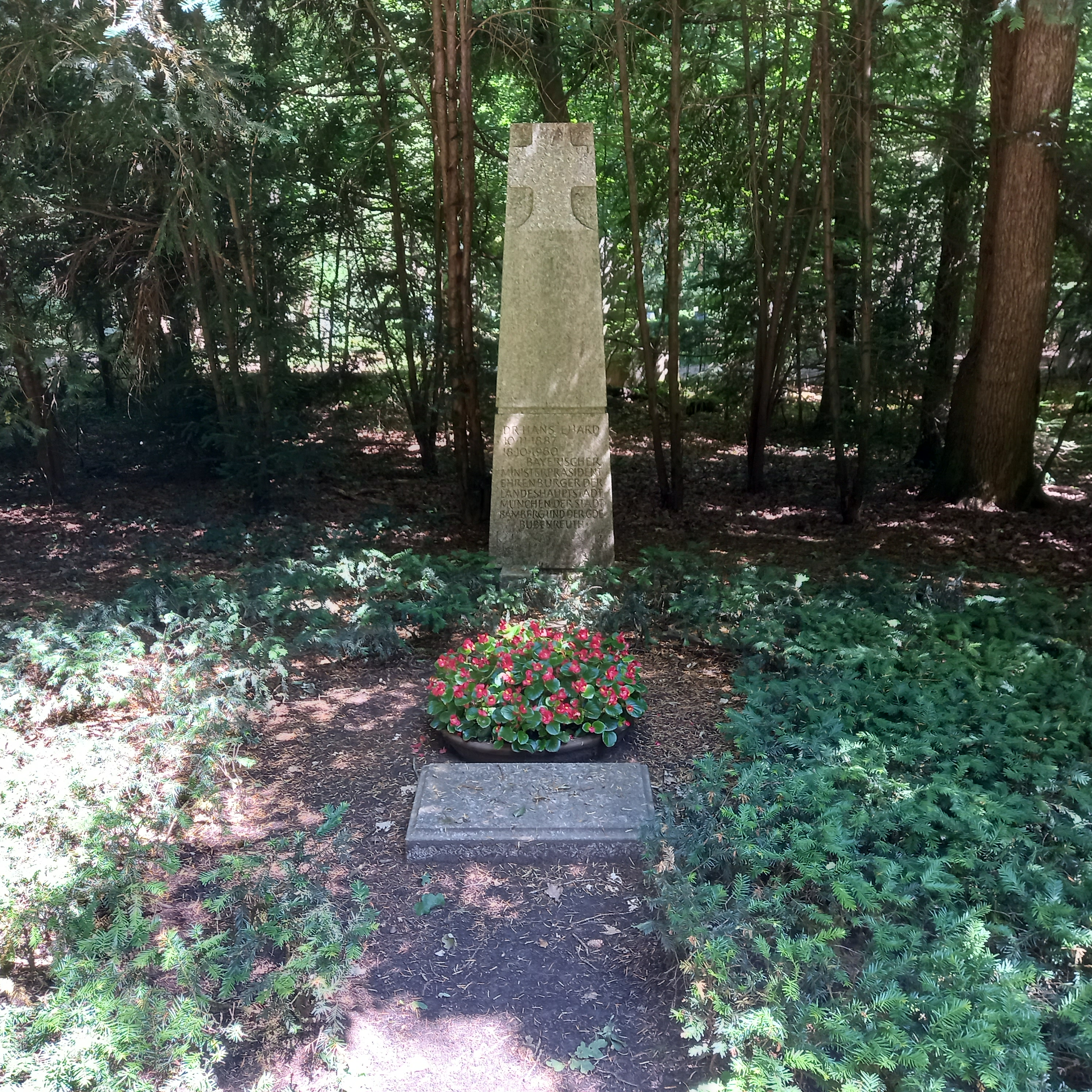
Das Grab von Hans Ehard auf dem Waldfriedhof (München)

Johann Georg Ehard (* 10. November 1887 in Bamberg; † 18. Oktober 1980 in München) war ein deutscher Jurist und Politiker der CSU. Von 1946 bis 1954 und von 1960 bis 1962 war er Ministerpräsident des Freistaates Bayern. Er war vom 8. September 1950 bis zum 7. September 1951 der zweite und vom 1. November 1961 bis zum 31. Oktober 1962 der 13. Präsident des Bundesrates.

## Leben

### Frühe Jahre
Hans Ehard wuchs in Bamberg auf, sein Elternhaus befindet sich in der Wildensorger Straße 2. Sein Vater August Georg stammt aus einer Tuchmacherfamilie aus dem mittelfränkischen Spalt und war Stadtkämmerer in Bamberg. Nach dem Besuch der Domschule und dem Abitur am Alten Gymnasium in Bamberg (dem ehemaligen Jesuitenkolleg in der Austraße, heute Kaiser-Heinrich-Gymnasium) studierte Ehard von 1907 bis 1912 Rechtswissenschaften in München und Würzburg, wo er 1912 mit der Promotion zum Dr. jur. abschloss. Während seines Studiums wurde Ehard Mitglied der Akademisch-Musikalischen Verbindung Würzburg. Während des Ersten Weltkrieges war er bei der bayerischen Militärjustiz eingesetzt, zunächst als Gerichtsschreiber und ab 1917 als Hilfsassistent beim Gericht der 30. Reservedivision.
Im September 1919 wurde er Mitglied in der Bayerischen Volkspartei (BVP) und trat im November 1919 in das bayerische Justizministerium ein. Am 1. November 1923 wurde er II. Staatsanwalt beim Landgericht München I.
Während des Hochverratsprozesses 1924 gegen Adolf Hitler wegen dessen Putschversuchs war er in dieser Funktion Untersuchungsführer und Anklagevertreter und „die rechte Hand des I. Staatsanwalts Ludwig Stenglein“. Am 1. Januar 1926 wurde er Landgerichtsrat im bayerischen Staatsministerium der Justiz, am 1. September 1928 Oberregierungsrat und am 1. Mai 1931 Ministerialrat.
1933, nach der Ernennung von Hans Frank zum bayerischen Justizminister, schied Ehard freiwillig aus dem Ministerium aus und wurde am 1. September 1933 Senatspräsident am Oberlandesgericht München (Zivilsenat), zusätzlich 1937 Vorsitzender des Erbhofgerichts München sowie 1941 Vorsitzender des Deutschen Ärztegerichtshofs München, der die politische und rassische Linientreue der Ärzte überwachte.
Seit Oktober 1933 gehörte Ehard durch den geschlossenen Übertritt des Deutschen Richterbundes dem Bund Nationalsozialistischer Deutscher Juristen (BNSDJ) an; der NSDAP trat er nicht bei. Entsprechend wurde er 1947 als vom Befreiungsgesetz nicht betroffen entnazifiziert.

### Politik
Nach dem Ende des NS-Regimes trat er 1945 in die CSU ein. Im Kabinett Schäffer war er 1945 kurzzeitig Justizminister, anschließend im Kabinett Hoegner I Staatssekretär im Bayerischen Justizministerium und Mitglied der Verfassunggebenden Versammlung.
Bei der Landtagswahl 1946 errang die CSU mit 52,3 Prozent eine absolute Mehrheit. Sie bildete dennoch eine Koalition mit SPD und WAV, da man durch die noch andauernden Flügelkämpfe innerhalb der Partei eine tragfähige Mehrheit nicht gesichert glaubte. Als Ministerpräsident wurde Hans Ehard und nicht der CSU-Parteivorsitzende Josef Müller bestimmt; damit wurde ein für alle Flügel der Partei akzeptabler Kandidat in das Amt gewählt. Am 21. Dezember 1946 wurde Ehard zum bayerischen Ministerpräsident gewählt. Damit wurde er zugleich Mitglied des Länderrates des amerikanischen Besatzungsgebietes. Seine Regierung bestand zunächst aus einer Koalition von CSU, SPD und WAV. Da die SPD ihre Minister zurückzog, schuf Ehard zum 21. September 1947 die erste CSU-Alleinregierung, die sich auf eine breite eigene Mehrheit im Landtag stützen konnte. Ehard lud 1948 nach eigenem Kundtun „in dem Bestreben, den Einfluss Bayerns auf die Gestaltung der künftigen Verfassung möglichst zu intensivieren“ auf die Herreninsel im Chiemsee ein, wo daraufhin der Verfassungskonvent auf Herrenchiemsee stattfand. Die westdeutschen Ministerpräsidenten hatten dann diesem Verfassungskonvent die Aufgabe erteilt, einen Entwurf für einen provisorischen westdeutschen Staat zu erarbeiten. Nicht offiziell, aber de facto wurde dieser Entwurf die Beratungsgrundlage für den Parlamentarischen Rat (1948/1949). Als Ministerpräsident versuchte Ehard in den Beratungen zum Grundgesetz stärkere föderale Elemente in der neuen Verfassung zu verankern, konnte sich damit aber nur zum Teil durchsetzen. Bayern lehnte dann auch das Grundgesetz ab, bekennt sich aber seitdem dazu, dass es auch in Bayern Geltung hat. Ehard musste seiner Partei dieses Bekenntnis mit der Androhung seines Rücktritts abtrotzen.
Mit der Landtagswahl 1950 verlor die CSU nach der Zulassung von Bayernpartei und BHE ihre absolute Mehrheit. Ehard bildete daraufhin eine Große Koalition mit der SPD, die zwar stimmenstärkste Kraft geworden war, aufgrund des Wahlrechts aber weniger Mandate als die CSU erhalten hatte. Er blieb Ministerpräsident bis zum 14. Dezember 1954, als nach der nächsten Landtagswahl unter Wilhelm Hoegner eine Viererkoalition gegen die CSU gebildet wurde.
Von 1949 bis 1955 war Ehard Parteivorsitzender der CSU. Als Parteichef gelang es Ehard, die Flügelkämpfe in der CSU, die auch auf starken Animositäten einzelner Protagonisten beruhten, nach und nach zu beruhigen.

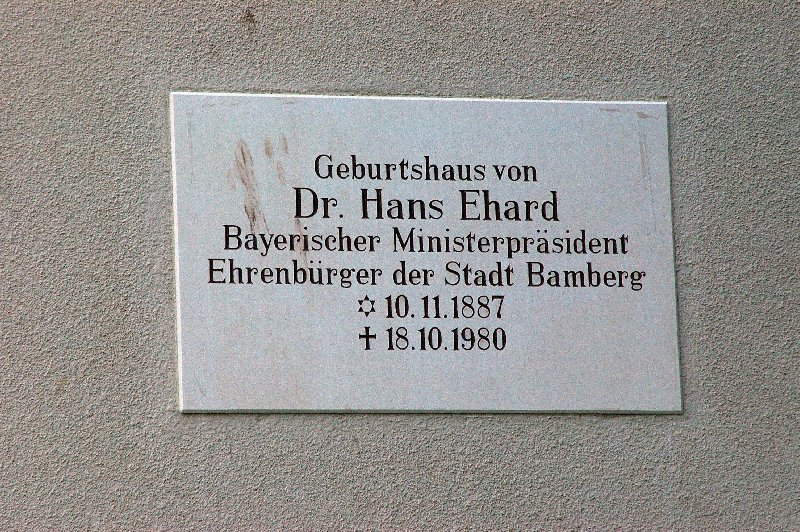
Gedenktafel in Bamberg am Jakobsberg

Seit 1954 war Ehard Präsident des Bayerischen Landtags. Nach dem Bruch der Koalitionsregierung 1957 entstand eine Dreierkoalition von CSU, BHE und FDP unter dem Ministerpräsidenten Hanns Seidel von der CSU. 1959 gelang der CSU ein entscheidender Schlag gegen die konkurrierende Bayernpartei. Hohe Funktionäre der BP wurden am 8. August in der so genannten „Spielbankenaffäre“ wegen eidlicher Falschaussage zu erheblichen Zuchthausstrafen verurteilt. Hans Ehard nannte diesen Richterspruch später „ein barbarisches Urteil“. Denn: „Man hat die beiden Politiker im Untersuchungsausschuss in Nebensächlichkeiten drauf losschwören lassen. Es ist doch vergleichsweise ganz wurscht, ob einer gelbe Stiefel angehabt hat oder rote.“
Nach dem Rücktritt von Hanns Seidel war Ehard vom 26. Januar 1960 bis 11. Dezember 1962 erneut bayerischer Ministerpräsident. Im nachfolgenden Kabinett Goppel I übernahm er dann bis zum 5. Dezember 1966 nochmals das Justizministerium.
Ehard war zudem von 1955 bis 1969 Präsident des Bayerischen Roten Kreuzes sowie von 1956 bis 1963 Präsident der Schutzgemeinschaft Deutscher Wald (SDW). Er ist außerdem seit 1957 Ehrenbürger der Städte München und Bamberg sowie seit 1974 der Gemeinde Bubenreuth.
Hans Ehard wurde auf dem alten Teil des Waldfriedhofes in München (Grab Nr. 086-W-12) beigesetzt.

## Politischer Weg
- 1945 Bayerischer Justizminister
- 1946–1954 Bayerischer Ministerpräsident
- 1949–1955 Vorsitzender der CSU
- 1950–1951 Bundesratspräsident
- 1951–1952 Bayerischer Verkehrsminister
- 1954–1960 Präsident des Bayerischen Landtags
- 1960–1962 Bayerischer Ministerpräsident
- 1961–1962 Bundesratspräsident
- 1962–1966 Bayerischer Justizminister

## Ehrungen
- 1952: Ehrenbürger der Stadt Bamberg
- 1953: Großkreuz der Bundesrepublik Deutschland
- 1956: Großkreuz des Verdienstordens der Italienischen Republik
- 1957: Großes Silbernes Ehrenzeichen am Bande der Republik Österreich[9]
- 1961: Ritter des Großkreuzes vom St. Gregorius-Magnus-Orden
- 1962: Großoffizierskreuz der französischen Ehrenlegion
- 1962: Ehrenmitglied der Akademie der Bildenden Künste Nürnberg
- 1967: Johann Christian von Hofenfels-Medaille
- 1974: Europäischer Karlspreis der Sudetendeutschen Landsmannschaft
- Bayerische Verfassungsmedaille in Gold